# Kenny Rollins
Kenneth Herman „Kenny” Rollins (ur. 14 września 1923 w Charlestown, zm. 9 października 2012 w Greencastle) – amerykański koszykarz, złoty medalista letnich igrzysk olimpijskich 1948 w Londynie. Był także zawodnikiem NBA. Występował w barwach Chicago Stags i Boston Celtics.

## Osiągnięcia
NCAA
- Mistrz NCAA (1948)[1]
- 2-krotnie zaliczany do składu All-SEC First Team (1947-48)[2]
- 2-krotnie zaliczany do składu All-SEC Tournament Team(1947-48)[2]
- Uczelnia zastrzegła należący do niego numer 26[2]
- Wybrany do State of Kentucky Athletic Hall of Fame[2]
- Wybrany do University of Kentucky Athletic Hall of Fame[2]

Reprezentacja
- Mistrz olimpijski 1948[3]